# Wapen van Schellinkhout

Het wapen van Schellinkhout werd op 26 juni 1816 bij Koninklijk Besluit aan de voormalige Nederlandse gemeente Schellinkhout toegekend.

## Geschiedenis
Schellinkhout verkreeg in 1402 stadsrechten van Albrecht van Beieren. Sindsdien werd er een wapen (stadszegel) gebruikt waarop een boom met vogels staat. De dorre boom wordt in meer West-Friese wapens gebruikt, zoals in de wapens van Venhuizen, Bovenkarspel en Grootebroek. In sommige wapens kan de boom ook uitgerukt zijn, waardoor de wortels zichtbaar zijn.

## Blazoenering
De beschrijving van het wapen van Schellinkhout luidt als volgt:
Van lazuur, beladen met een dorren boom, waarop 5 vogelen, alles van goud. Het schild ter weerskanten vastgehouden door een klimmende leeuw.
Het wapen is in de zogenaamde rijkskleuren, met een blauw schild en daarop een gouden dorre boom. In de boom zitten vijf, eveneens gouden, vogels. De twee rechter vogels, voor de kijker links, kijken de andere kant op. De boom staat op een gouden terras. Het schild is niet gekroond, maar wordt wel vastgehouden door twee leeuwen van natuurlijke kleur. Dat houdt in dat de lijven bruin, de tongen rood en de nagels grijs zijn.

## Vergelijkbare wapens
De volgende wapens hebben net als Schellinkhout een (dorre) boom als element:

Wapen van Blokker
Wapen van Bovenkarspel
Wapen van Grootebroek
Het wapen van Hauwert, een dorpswapen
Wapen van Hoogwoud
Wapen van Midwoud
Wapen van Noorder-Koggenland
Wapen van Opmeer
Wapen van Scharwoude
Wapen van Sijbekarspel
Wapen van Stede Broec
Het oude wapen van Venhuizen
Wapen van Venhuizen
Wapen van Westwoud
Wapen van Wognum

Abbekerk
· Akersloot
· Andijk
· Ankeveen
· Anna Paulowna
· Assendelft
· Avenhorn
· Barsingerhorn
· Beemster
· Beets
· Bennebroek
· Berkenrode
· Berkhout
· Bijlmermeer
· Blokker
· Bovenkarspel
· Broek in Waterland
· Broek op Langedijk
· Buiksloot
· Bussum
· Callantsoog
· De Rijp
· Egmond
· Egmond aan Zee
· Egmond-Binnen
· Graft
·  Graft-De Rijp
· 's-Graveland
· Groet
· Grootebroek
· Grosthuizen
· Haarlemmerliede
· Haarlemmerliede en Spaarnwoude
· Harenkarspel
· Heerhugowaard
· Hensbroek
· Hoogkarspel
· Hoogwoud
· Ilpendam
· Jisp
· Kalslagen
· Katwoude
· Koedijk
· Koog aan de Zaan
· Kortenhoef
· Krommenie
· Kwadijk
· Langedijk
· Leimuiden
· Limmen
· Marken
· Middelie
· Midwoud
· Monnickendam
· Muiden
· Naarden
· Nederhorst den Berg
· Nibbixwoud
· Niedorp
· Nieuwe Niedorp
· Nieuwendam
· Nieuwer-Amstel
· Noord-Scharwoude
· Noorder-Koggenland
· Obdam
· Oosthuizen
· Opperdoes
· Oterleek
· Oude Niedorp
· Oudendijk
· Oudkarspel
· Oudorp
· Petten
· Ransdorp
· Schardam
· Scharwoude
· Schellingwoude
· Schellinkhout
· Schermer
· Schermerhorn
· Schoorl
· Schoten
· Sijbekarspel
· Sint Maarten
· Sint Pancras
· Sloten
· Spaarndam
· Spaarnwoude
· Spanbroek
· Twisk
· Urk
· Ursem
· Veenhuizen
· Venhuizen
· Warder
· Warmenhuizen
· Waverveen
· Weesp
· Weesperkarspel
· Wervershoof
· Wester-Koggenland
· Westwoud
· Westzaan
· Wieringen
· Wieringermeer
· Wieringerwaard
· Wijdenes
. Wijdewormer
. Wijk aan Zee en Duin
· Wimmenum
· Winkel
· Wognum
· Wormer
· Wormerveer
· Zaandam
· Zaandijk
· Zeevang
· Zijpe
· Zuid-Scharwoude
· Zuid- en Noord-Schermer
· Zwaag

Dorpswapens:
Hauwert
· Volendam
· Zwaagdijk-West